# Thomas Stangassinger
Thomas Stangassinger, född 15 september 1965 i Hallein, är en österrikisk tidigare alpin skidåkare. 
Under 1990-talet tillhörde han slalomeliten. Han tog silver vid världsmästerskapen i Saalbach-Hinterglemm samt brons vid världsmästerskapen i Morioka. Han tog guld i slalom vid olympiska vinterspelen 1994 i Lillehammer.

## Världscupdeltävlingsvinster
| Date             | Location                         | Race   |
| ---------------- | -------------------------------- | ------ |
| 3 december 1989  | Mont-Sainte-Anne, Quebec, Kanada | Slalom |
| 24 januari 1993  | Veysonnaz, Schweiz               | Slalom |
| 28 november 1993 | Park City, Utah, USA             | Slalom |
| 16 januari 1994  | Kitzbühel, Österrike             | Slalom |
| 9 mars 1997      | Shiga Kōgen, Japan               | Slalom |
| 22 november 1997 | Park City, Utah, USA             | Slalom |
| 18 januari 1998  | Veysonnaz, Schweiz               | Slalom |
| 25 januari 1998  | Kitzbühel, Österrike             | Slalom |
| 28 november 1998 | Aspen, Colorado, USA             | Slalom |
| 13 mars 1999     | Sierra Nevada, Spanien           | Slalom |

### Fotnoter
1. ↑  Harvey Araton (28 februari 1994). ”Olympic Lightning Strikes Twice More Before Torch Goes Out” (på engelska). New York Times. https://www.nytimes.com/1994/02/28/sports/winter-olympics-olympic-lightning-strikes-twice-more-before-torch-goes-hard.html. Läst 21 februari 2019.